# Касл-Рок (Вашингтон)
Касл-Рок (англ. Castle Rock) — місто (англ. city) в США, в окрузі Коуліц штату Вашингтон. Населення — 2446 осіб (2020).

## Географія
Касл-Рок має координати 46°16′53″ пн. ш. 122°54′52″ зх. д. / 46.28139° пн. ш. 122.91444° зх. д. (46.281274, -122.914563).  За даними Бюро перепису населення США в 2010 році місто мало площу 4,56 км², з яких 4,11 км² — суходіл та 0,45 км² — водойми. В 2017 році площа становила 5,57 км², з яких 5,15 км² — суходіл та 0,42 км² — водойми.

## Демографія
Згідно з переписом 2010 року, у місті мешкали 1982 особи в 784 домогосподарствах у складі 519 родин. Густота населення становила 435 осіб/км².  Було 863 помешкання (189/км²).
Расовий склад населення:
| - 91,4 % — білих - 2,2 % — корінних американців - 0,4 % — вихідців з тихоокеанських островів - 0,2 % — азіатів - 0,1 % — чорних або афроамериканців - 1,7 % — осіб інших рас |

До двох чи більше рас належало 4,0 %. Частка іспаномовних становила 4,9 % від усіх жителів.
За віковим діапазоном населення розподілялося таким чином: 24,4 % — особи молодші 18 років, 59,7 % — особи у віці 18—64 років, 15,9 % — особи у віці 65 років та старші. Медіана віку мешканця становила 39,3 року. На 100 осіб жіночої статі у місті припадало 90,4 чоловіків;  на 100 жінок у віці від 18 років та старших — 86,0 чоловіків також старших 18 років.
Середній дохід на одне домашнє господарство  становив 50 907 доларів США (медіана — 41 585), а середній дохід на одну сім'ю — 57 819 доларів (медіана — 50 372). Медіана доходів становила 50 060 доларів для чоловіків та 36 193 долари для жінок. За межею бідності перебувало 13,3 % осіб, у тому числі 13,2 % дітей у віці до 18 років та 8,2 % осіб у віці 65 років та старших.
Цивільне працевлаштоване населення становило 1003 особи. Основні галузі зайнятості: освіта, охорона здоров'я та соціальна допомога — 25,6 %, виробництво — 13,9 %, мистецтво, розваги та відпочинок — 12,0 %, роздрібна торгівля — 11,0 %.